# Gaura suffulta
Gaura suffulta là một loài thực vật có hoa trong họ Anh thảo chiều. Loài này được Engelm. mô tả khoa học đầu tiên năm 1850.